# 대한민국 상법 제3조
대한민국 상법 제3조는 일방적 상행위에 대한 상법총칙의 조문이다. 상법 제1장 통칙 제1편 총칙에 포함되어 있다. 1962년 1월 20일 법률 제1000호로 제정되어 시행 1963년 1월 1일 시행되었다. 당사자의 일방이 수인인 경우에 그중 1인에게만 상행위가 되더라도 전원에 대하여 상법이 적용되며 당사자 일방에게 상행위가 되는 행위로 인한 채권은 상사채권이 된다 한쪽 당사자의 행위가 상행위이기만 하면 상대방이 상인인지 여부와 관계없이 상법의 적용을 받게 된다.

## 조문
제3조 (일방적 상행위) 당사자중 그 1인의 행위가 상행위인 때에는 전원에 대하여 본법을 적용한다.

第3條 (一方的商行爲)當事者中 그 1人의 行爲가 商行爲인 때에는 全員에 對하여 本法을 適用한다.

## 판례
- 갑이 상인인 을과 사이에 을이 회수한 갑이 대표이사로 있는 회사 발행의 부도난 어음과 수표 액면금을 갑 개인이 을에게 변제하기로 약정하였다면 특별한 사정이 없는 한 을의 행위는 영업을 위하여 하는 것으로 추정되고, 상인인 을이 영업을 위하여 하는 행위는 상행위로 보아야 하며 이와 같이 당사자 중 그 1인의 행위가 상행위인 때에는 전원에 대하여 상법이 적용되므로 을이 위 약정에 따라 갑에 대하여 취득한 채권은 5년의 단기소멸시효에 걸리는 상사채권이다.[4]

## 같이 보기
- 상행위
- 상인
- 상법총칙

## 참고 문헌
- 이기수, 최병규, 상법총칙․상행위법, 제7판, 박영사, 2010. ISBN 9788964545041